# Lista över fornlämningar i Klippans kommun
Lista över fornlämningar i Klippans kommun är en förteckning av ett urval av de fornlämningar som finns i Klippans kommun.

## Färingtofta
| Namn              | Lämningstyp  | Tillkomsttid | Historisk indelning | Plats | Läge                 | ID-nr          | Bild                                 |
| ----------------- | ------------ | ------------ | ------------------- | ----- | -------------------- | -------------- | ------------------------------------ |
| Färingtofta 6:1   | Stensättning |              | Färingtofta, Skåne  |       | 56.037728, 13.404125 | 10104400060001 | Ladda upp en bild av detta fornminne |
| Färingtofta 7:1   | Gravfält     |              | Färingtofta, Skåne  |       | 56.019482, 13.380656 | 10104400070001 | Ladda upp en bild av detta fornminne |
| Färingtofta 18:1  | Stensättning |              | Färingtofta, Skåne  |       | 56.022092, 13.363308 | 10104400180001 | Ladda upp en bild av detta fornminne |
| Färingtofta 19:1  | Hällristning |              | Färingtofta, Skåne  |       | 56.019918, 13.375367 | 10104400190001 | Ladda upp en bild av detta fornminne |
| Färingtofta 21:1  | Stensättning |              | Färingtofta, Skåne  |       | 56.034732, 13.393729 | 10104400210001 | Ladda upp en bild av detta fornminne |
| Färingtofta 22:1  | Stensättning |              | Färingtofta, Skåne  |       | 56.035575, 13.390387 | 10104400220001 | Ladda upp en bild av detta fornminne |
| Färingtofta 23:1  | Stensättning |              | Färingtofta, Skåne  |       | 56.038338, 13.392686 | 10104400230001 | Ladda upp en bild av detta fornminne |
| Färingtofta 26:1  | Stensättning |              | Färingtofta, Skåne  |       | 56.039728, 13.387930 | 10104400260001 | Ladda upp en bild av detta fornminne |
| Färingtofta 30:1  | Stensättning |              | Färingtofta, Skåne  |       | 56.055488, 13.392957 | 10104400300001 | Ladda upp en bild av detta fornminne |
| Färingtofta 33:1  | Stensättning |              | Färingtofta, Skåne  |       | 56.041339, 13.389393 | 10104400330001 | Ladda upp en bild av detta fornminne |
| Färingtofta 51:1  | Stensättning |              | Färingtofta, Skåne  |       | 56.036381, 13.405780 | 10104400510001 | Ladda upp en bild av detta fornminne |
| Färingtofta 62:1  | Stensättning |              | Färingtofta, Skåne  |       | 56.084967, 13.408324 | 10104400620001 | Ladda upp en bild av detta fornminne |
| Färingtofta 110:1 | Stensättning |              | Färingtofta, Skåne  |       | 56.052387, 13.345106 | 10104401100001 | Ladda upp en bild av detta fornminne |
| Färingtofta 110:2 | Stensättning |              | Färingtofta, Skåne  |       | 56.052405, 13.344834 | 10104401100002 | Ladda upp en bild av detta fornminne |
| Färingtofta 112:1 | Stensättning |              | Färingtofta, Skåne  |       | 56.044812, 13.341758 | 10104401120001 | Ladda upp en bild av detta fornminne |

## Klippan
| Namn                      | Lämningstyp                 | Tillkomsttid | Historisk indelning | Plats | Läge                 | ID-nr          | Bild                                      |
| ------------------------- | --------------------------- | ------------ | ------------------- | ----- | -------------------- | -------------- | ----------------------------------------- |
| Klippan 1:1               | Hällristning                |              | Klippan, Skåne      |       | 56.150215, 13.100397 | 10105200010001 | Ladda upp en till bild av detta fornminne |
| Klippan 1:2               | Hällristning                |              | Klippan, Skåne      |       | 56.150289, 13.100214 | 10105200010002 | Ladda upp en bild av detta fornminne      |
| Klippan 2:1               | Hög                         |              | Klippan, Skåne      |       | 56.152589, 13.085303 | 10105200020001 | Ladda upp en bild av detta fornminne      |
| Klippan 3:1               | Gravfält                    |              | Klippan, Skåne      |       | 56.153732, 13.085756 | 10105200030001 | Ladda upp en bild av detta fornminne      |
| Klippan 6:1               | Stenkammargrav              |              | Klippan, Skåne      |       | 56.153689, 13.090900 | 10105200060001 | Ladda upp en bild av detta fornminne      |
| Klippan 7:1               | Hög                         |              | Klippan, Skåne      |       | 56.150456, 13.079018 | 10105200070001 | Ladda upp en bild av detta fornminne      |
| Klippan 8:1               | Hög                         |              | Klippan, Skåne      |       | 56.150369, 13.076022 | 10105200080001 | Ladda upp en bild av detta fornminne      |
| Klippan 8:2               | Stensättning                |              | Klippan, Skåne      |       | 56.150584, 13.075855 | 10105200080002 | Ladda upp en bild av detta fornminne      |
| Klippan 8:3               | Stensättning                |              | Klippan, Skåne      |       | 56.150230, 13.077099 | 10105200080003 | Ladda upp en bild av detta fornminne      |
| Klippan 10:1              | Röse                        |              | Klippan, Skåne      |       | 56.171493, 13.095397 | 10105200100001 | Ladda upp en bild av detta fornminne      |
| Klippan 10:2              | Stensättning                |              | Klippan, Skåne      |       | 56.171581, 13.094993 | 10105200100002 | Ladda upp en bild av detta fornminne      |
| Fruebacken (Klippan 11:1) | Gravfält                    |              | Klippan, Skåne      |       | 56.154079, 13.113259 | 10105200110001 | Ladda upp en till bild av detta fornminne |
| Klippan 12:1              | Stensättning                |              | Klippan, Skåne      |       | 56.155088, 13.111093 | 10105200120001 | Ladda upp en bild av detta fornminne      |
| Klippan 13:1              | Hög                         |              | Klippan, Skåne      |       | 56.155001, 13.109723 | 10105200130001 | Ladda upp en bild av detta fornminne      |
| Klippan 13:2              | Stensättning                |              | Klippan, Skåne      |       | 56.155072, 13.110349 | 10105200130002 | Ladda upp en bild av detta fornminne      |
| Klippan 13:3              | Stensättning                |              | Klippan, Skåne      |       | 56.154980, 13.109054 | 10105200130003 | Ladda upp en bild av detta fornminne      |
| Klippan 14:1              | Hög                         |              | Klippan, Skåne      |       | 56.155019, 13.105813 | 10105200140001 | Ladda upp en bild av detta fornminne      |
| Klippan 14:2              | Stensättning                |              | Klippan, Skåne      |       | 56.154912, 13.105934 | 10105200140002 | Ladda upp en bild av detta fornminne      |
| Klippan 15:1              | Hög                         |              | Klippan, Skåne      |       | 56.154871, 13.100589 | 10105200150001 | Ladda upp en bild av detta fornminne      |
| Klippan 16:1              | Hög                         |              | Klippan, Skåne      |       | 56.155711, 13.101365 | 10105200160001 | Ladda upp en bild av detta fornminne      |
| Klippan 17:1              | Hög                         |              | Klippan, Skåne      |       | 56.156129, 13.102017 | 10105200170001 | Ladda upp en bild av detta fornminne      |
| Klippan 17:2              | Hög                         |              | Klippan, Skåne      |       | 56.155987, 13.101754 | 10105200170002 | Ladda upp en bild av detta fornminne      |
| Klippan 18:1              | Stensättning                |              | Klippan, Skåne      |       | 56.158895, 13.110331 | 10105200180001 | Ladda upp en bild av detta fornminne      |
| Klippan 19:1              | Hög                         |              | Klippan, Skåne      |       | 56.159608, 13.109412 | 10105200190001 | Ladda upp en bild av detta fornminne      |
| Klippan 20:1              | Hög                         |              | Klippan, Skåne      |       | 56.160625, 13.108461 | 10105200200001 | Ladda upp en bild av detta fornminne      |
| Klippan 21:1              | Stensättning                |              | Klippan, Skåne      |       | 56.164998, 13.107792 | 10105200210001 | Ladda upp en bild av detta fornminne      |
| Klippan 23:2              | Hällristning                |              | Klippan, Skåne      |       | 56.168864, 13.104847 | 10105200230002 | Ladda upp en bild av detta fornminne      |
| Klippan 24:1              | Grav markerad av sten/block |              | Klippan, Skåne      |       | 56.169738, 13.104318 | 10105200240001 | Ladda upp en bild av detta fornminne      |
| Klippan 24:2              | Grav markerad av sten/block |              | Klippan, Skåne      |       | 56.169675, 13.104187 | 10105200240002 | Ladda upp en bild av detta fornminne      |
| Klippan 25:1              | Stensättning                |              | Klippan, Skåne      |       | 56.170068, 13.106359 | 10105200250001 | Ladda upp en bild av detta fornminne      |
| Klippan 26:1              | Stensättning                |              | Klippan, Skåne      |       | 56.170395, 13.101130 | 10105200260001 | Ladda upp en bild av detta fornminne      |
| Klippan 28:1              | Gravfält                    |              | Klippan, Skåne      |       | 56.176911, 13.096910 | 10105200280001 | Ladda upp en bild av detta fornminne      |
| Klippan 29:1              | Gravfält                    |              | Klippan, Skåne      |       | 56.172385, 13.106687 | 10105200290001 | Ladda upp en bild av detta fornminne      |
| Klippan 36:1              | Hällristning                |              | Klippan, Skåne      |       | 56.170827, 13.106038 | 10105200360001 | Ladda upp en bild av detta fornminne      |
| Klippan 36:2              | Hällristning                |              | Klippan, Skåne      |       | 56.170722, 13.105758 | 10105200360002 | Ladda upp en bild av detta fornminne      |
| Klippan 38:1              | Stensättning                |              | Klippan, Skåne      |       | 56.168005, 13.094815 | 10105200380001 | Ladda upp en bild av detta fornminne      |
| Klippan 39:1              | Hög                         |              | Klippan, Skåne      |       | 56.165826, 13.102752 | 10105200390001 | Ladda upp en bild av detta fornminne      |
| Klippan 39:2              | Stensättning                |              | Klippan, Skåne      |       | 56.165792, 13.102906 | 10105200390002 | Ladda upp en bild av detta fornminne      |
| Klippan 39:3              | Hällristning                |              | Klippan, Skåne      |       | 56.165718, 13.102780 | 10105200390003 | Ladda upp en bild av detta fornminne      |
| Klippan 43:1              | Gravfält                    |              | Klippan, Skåne      |       | 56.152449, 13.130015 | 10105200430001 | Ladda upp en bild av detta fornminne      |
| Klippan 44:1              | Gravfält                    |              | Klippan, Skåne      |       | 56.153972, 13.131679 | 10105200440001 | Ladda upp en bild av detta fornminne      |
| Klippan 45:1              | Hög                         |              | Klippan, Skåne      |       | 56.152834, 13.134896 | 10105200450001 | Ladda upp en bild av detta fornminne      |
| Klippan 46:1              | Hög                         |              | Klippan, Skåne      |       | 56.153095, 13.139700 | 10105200460001 | Ladda upp en bild av detta fornminne      |
| Klippan 46:2              | Hög                         |              | Klippan, Skåne      |       | 56.153072, 13.139315 | 10105200460002 | Ladda upp en bild av detta fornminne      |
| Klippan 47:1              | Gravfält                    |              | Klippan, Skåne      |       | 56.154530, 13.144365 | 10105200470001 | Ladda upp en bild av detta fornminne      |
| Klippan 48:1              | Gravfält                    |              | Klippan, Skåne      |       | 56.156056, 13.147205 | 10105200480001 | Ladda upp en bild av detta fornminne      |
| Klippan 49:1              | Hög                         |              | Klippan, Skåne      |       | 56.153283, 13.148469 | 10105200490001 | Ladda upp en bild av detta fornminne      |
| Klippan 50:1              | Hög                         |              | Klippan, Skåne      |       | 56.142704, 13.162766 | 10105200500001 | Ladda upp en bild av detta fornminne      |
| Klippan 51:1              | Hög                         |              | Klippan, Skåne      |       | 56.142561, 13.155691 | 10105200510001 | Ladda upp en bild av detta fornminne      |
| Klippan 52:1              | Hög                         |              | Klippan, Skåne      |       | 56.144253, 13.150701 | 10105200520001 | Ladda upp en bild av detta fornminne      |
| Klippan 54:1              | Hög                         |              | Klippan, Skåne      |       | 56.143098, 13.149461 | 10105200540001 | Ladda upp en bild av detta fornminne      |
| Klippan 55:1              | Hög                         |              | Klippan, Skåne      |       | 56.151417, 13.150972 | 10105200550001 | Ladda upp en bild av detta fornminne      |
| Klippan 56:1              | Hög                         |              | Klippan, Skåne      |       | 56.151896, 13.156800 | 10105200560001 | Ladda upp en bild av detta fornminne      |
| Klippan 58:1              | Gravfält                    |              | Klippan, Skåne      |       | 56.160755, 13.156442 | 10105200580001 | Ladda upp en till bild av detta fornminne |
| Klippan 61:1              | Hög                         |              | Klippan, Skåne      |       | 56.150154, 13.161850 | 10105200610001 | Ladda upp en bild av detta fornminne      |
| Klippan 62:1              | Stensättning                |              | Klippan, Skåne      |       | 56.150365, 13.160390 | 10105200620001 | Ladda upp en bild av detta fornminne      |
| Klippan 91:1              | Hög                         |              | Klippan, Skåne      |       | 56.149534, 13.159110 | 10105200910001 | Ladda upp en bild av detta fornminne      |
| Klippan 93:1              | Stensättning                |              | Klippan, Skåne      |       | 56.202081, 13.158786 | 10105200930001 | Ladda upp en bild av detta fornminne      |
| Klippan 102:1             | Stenkammargrav              |              | Klippan, Skåne      |       | 56.142194, 13.092766 | 10105201020001 | Ladda upp en bild av detta fornminne      |
| Klippan 110:1             | Stensättning                |              | Klippan, Skåne      |       | 56.159255, 13.106889 | 10105201100001 | Ladda upp en bild av detta fornminne      |
| Klippan 110:2             | Stensättning                |              | Klippan, Skåne      |       | 56.159313, 13.107222 | 10105201100002 | Ladda upp en bild av detta fornminne      |
| Klippan 111:1             | Stensättning                |              | Klippan, Skåne      |       | 56.158727, 13.108172 | 10105201110001 | Ladda upp en bild av detta fornminne      |
| Klippan 112:1             | Hällristning                |              | Klippan, Skåne      |       | 56.159815, 13.107321 | 10105201120001 | Ladda upp en bild av detta fornminne      |
| Klippan 112:2             | Hällristning                |              | Klippan, Skåne      |       | 56.159821, 13.107326 | 10105201120002 | Ladda upp en bild av detta fornminne      |
| Klippan 114:1             | Hög                         |              | Klippan, Skåne      |       | 56.140262, 13.093563 | 10105201140001 | Ladda upp en bild av detta fornminne      |
| Klippan 116:1             | Stensättning                |              | Klippan, Skåne      |       | 56.161456, 13.156156 | 10105201160001 | Ladda upp en bild av detta fornminne      |
| Klippan 118:1             | Hög                         |              | Klippan, Skåne      |       | 56.166268, 13.161986 | 10105201180001 | Ladda upp en bild av detta fornminne      |
| Klippan 121:1             | Stensättning                |              | Klippan, Skåne      |       | 56.181860, 13.171216 | 10105201210001 | Ladda upp en bild av detta fornminne      |
| Klippan 126:1             | Stensättning                |              | Klippan, Skåne      |       | 56.196658, 13.174454 | 10105201260001 | Ladda upp en bild av detta fornminne      |
| Klippan 128:1             | Stensättning                |              | Klippan, Skåne      |       | 56.197757, 13.177020 | 10105201280001 | Ladda upp en bild av detta fornminne      |

## Källna
| Namn                           | Lämningstyp      | Tillkomsttid | Historisk indelning | Plats | Läge                 | ID-nr          | Bild                                 |
| ------------------------------ | ---------------- | ------------ | ------------------- | ----- | -------------------- | -------------- | ------------------------------------ |
| Lille Lunds backe (Källna 1:1) | Hög              |              | Källna, Skåne       |       | 56.186825, 13.032243 | 10108100010001 | Ladda upp en bild av detta fornminne |
| Lille Lunds backe (Källna 1:2) | Hög              |              | Källna, Skåne       |       | 56.186184, 13.032168 | 10108100010002 | Ladda upp en bild av detta fornminne |
| Källna 2:1                     | Hög              |              | Källna, Skåne       |       | 56.191174, 13.028675 | 10108100020001 | Ladda upp en bild av detta fornminne |
| Källna 3:1                     | Begravningsplats |              | Källna, Skåne       |       | 56.182468, 13.022077 | 10108100030001 | Ladda upp en bild av detta fornminne |
| Trollbacken (Källna 5:1)       | Hög              |              | Källna, Skåne       |       | 56.195562, 13.024906 | 10108100050001 | Ladda upp en bild av detta fornminne |
| Trollbacken (Källna 5:2)       | Hög              |              | Källna, Skåne       |       | 56.195617, 13.025607 | 10108100050002 | Ladda upp en bild av detta fornminne |

## Riseberga
| Namn                              | Lämningstyp                 | Tillkomsttid | Historisk indelning | Plats | Läge                 | ID-nr          | Bild                                      |
| --------------------------------- | --------------------------- | ------------ | ------------------- | ----- | -------------------- | -------------- | ----------------------------------------- |
| Riseberga 1:1                     | Hög                         |              | Riseberga, Skåne    |       | 56.062829, 13.225140 | 10110800010001 | Ladda upp en bild av detta fornminne      |
| Riseberga 2:1                     | Hög                         |              | Riseberga, Skåne    |       | 56.055247, 13.234701 | 10110800020001 | Ladda upp en bild av detta fornminne      |
| Riseberga 3:1                     | Hög                         |              | Riseberga, Skåne    |       | 56.053693, 13.229289 | 10110800030001 | Ladda upp en bild av detta fornminne      |
| Riseberga 5:1                     | Hög                         |              | Riseberga, Skåne    |       | 56.060577, 13.245797 | 10110800050001 | Ladda upp en bild av detta fornminne      |
| Riseberga 7:1                     | Hög                         |              | Riseberga, Skåne    |       | 56.043809, 13.257142 | 10110800070001 | Ladda upp en bild av detta fornminne      |
| Riseberga 8:1                     | Hög                         |              | Riseberga, Skåne    |       | 56.064382, 13.221881 | 10110800080001 | Ladda upp en bild av detta fornminne      |
| Riseberga 9:1                     | Hög                         |              | Riseberga, Skåne    |       | 56.070188, 13.200919 | 10110800090001 | Ladda upp en bild av detta fornminne      |
| Riseberga 10:1                    | Hög                         |              | Riseberga, Skåne    |       | 56.070507, 13.215281 | 10110800100001 | Ladda upp en bild av detta fornminne      |
| Riseberga 11:1                    | Hög                         |              | Riseberga, Skåne    |       | 56.071095, 13.214392 | 10110800110001 | Ladda upp en bild av detta fornminne      |
| Riseberga 12:1                    | Hög                         |              | Riseberga, Skåne    |       | 56.069756, 13.217158 | 10110800120001 | Ladda upp en bild av detta fornminne      |
| Riseberga 13:1                    | Hög                         |              | Riseberga, Skåne    |       | 56.082689, 13.172882 | 10110800130001 | Ladda upp en bild av detta fornminne      |
| Riseberga 15:1                    | Hög                         |              | Riseberga, Skåne    |       | 56.077758, 13.181630 | 10110800150001 | Ladda upp en bild av detta fornminne      |
| Riseberga 15:2                    | Stensättning                |              | Riseberga, Skåne    |       | 56.078149, 13.180657 | 10110800150002 | Ladda upp en bild av detta fornminne      |
| Riseberga 16:1                    | Stensättning                |              | Riseberga, Skåne    |       | 56.057426, 13.214465 | 10110800160001 | Ladda upp en bild av detta fornminne      |
| Riseberga 17:1                    | Röse                        |              | Riseberga, Skåne    |       | 56.059068, 13.211203 | 10110800170001 | Ladda upp en bild av detta fornminne      |
| Riseberga 19:1                    | Gravfält                    |              | Riseberga, Skåne    |       | 56.062020, 13.198849 | 10110800190001 | Ladda upp en bild av detta fornminne      |
| Riseberga 20:1                    | Hög                         |              | Riseberga, Skåne    |       | 56.079941, 13.175867 | 10110800200001 | Ladda upp en bild av detta fornminne      |
| Riseberga 21:1                    | Stensättning                |              | Riseberga, Skåne    |       | 56.078708, 13.178991 | 10110800210001 | Ladda upp en bild av detta fornminne      |
| Riseberga 22:1                    | Stensättning                |              | Riseberga, Skåne    |       | 56.034686, 13.253847 | 10110800220001 | Ladda upp en bild av detta fornminne      |
| Riseberga 26:1                    | Hög                         |              | Riseberga, Skåne    |       | 56.077143, 13.266454 | 10110800260001 | Ladda upp en bild av detta fornminne      |
| Riseberga 27:1                    | Hög                         |              | Riseberga, Skåne    |       | 56.078714, 13.266422 | 10110800270001 | Ladda upp en bild av detta fornminne      |
| Riseberga 28:1                    | Hög                         |              | Riseberga, Skåne    |       | 56.077622, 13.268687 | 10110800280001 | Ladda upp en bild av detta fornminne      |
| Riseberga 28:2                    | Hög                         |              | Riseberga, Skåne    |       | 56.077761, 13.268520 | 10110800280002 | Ladda upp en bild av detta fornminne      |
| Galgbacken (Riseberga 29:1)       | Hög                         |              | Riseberga, Skåne    |       | 56.078984, 13.271144 | 10110800290001 | Ladda upp en bild av detta fornminne      |
| Riseberga 30:1                    | Hög                         |              | Riseberga, Skåne    |       | 56.078614, 13.275738 | 10110800300001 | Ladda upp en bild av detta fornminne      |
| Riseberga 31:1                    | Grav markerad av sten/block |              | Riseberga, Skåne    |       | 56.078640, 13.276873 | 10110800310001 | Ladda upp en bild av detta fornminne      |
| Riseberga 31:2                    | Grav markerad av sten/block |              | Riseberga, Skåne    |       | 56.078624, 13.276964 | 10110800310002 | Ladda upp en bild av detta fornminne      |
| Riseberga 32:1                    | Hög                         |              | Riseberga, Skåne    |       | 56.079356, 13.277884 | 10110800320001 | Ladda upp en bild av detta fornminne      |
| Riseberga 32:2                    | Hög                         |              | Riseberga, Skåne    |       | 56.079376, 13.278069 | 10110800320002 | Ladda upp en bild av detta fornminne      |
| Riseberga 32:3                    | Stensättning                |              | Riseberga, Skåne    |       | 56.079303, 13.278016 | 10110800320003 | Ladda upp en bild av detta fornminne      |
| Riseberga 34:1                    | Hög                         |              | Riseberga, Skåne    |       | 56.071012, 13.286479 | 10110800340001 | Ladda upp en bild av detta fornminne      |
| Riseberga 35:1                    | Stensättning                |              | Riseberga, Skåne    |       | 56.072991, 13.275561 | 10110800350001 | Ladda upp en bild av detta fornminne      |
| Riseberga 36:1                    | Stensättning                |              | Riseberga, Skåne    |       | 56.081153, 13.265537 | 10110800360001 | Ladda upp en bild av detta fornminne      |
| Riseberga 37:1                    | Stensättning                |              | Riseberga, Skåne    |       | 56.079985, 13.263341 | 10110800370001 | Ladda upp en bild av detta fornminne      |
| Riseberga 38:1                    | Hög                         |              | Riseberga, Skåne    |       | 56.081200, 13.241931 | 10110800380001 | Ladda upp en bild av detta fornminne      |
| Riseberga 38:2                    | Hög                         |              | Riseberga, Skåne    |       | 56.081265, 13.242039 | 10110800380002 | Ladda upp en bild av detta fornminne      |
| Kungsstenarna (Riseberga 39:1)    | Gravfält                    |              | Riseberga, Skåne    |       | 56.076749, 13.239223 | 10110800390001 | Ladda upp en bild av detta fornminne      |
| Riseberga 40:1                    | Hällristning                |              | Riseberga, Skåne    |       | 56.060089, 13.244891 | 10110800400001 | Ladda upp en bild av detta fornminne      |
| Riseberga 41:1                    | Stensättning                |              | Riseberga, Skåne    |       | 56.064805, 13.250798 | 10110800410001 | Ladda upp en bild av detta fornminne      |
| Riseberga 42:1                    | Stensättning                |              | Riseberga, Skåne    |       | 56.066123, 13.251497 | 10110800420001 | Ladda upp en bild av detta fornminne      |
| Riseberga 45:1                    | Stensättning                |              | Riseberga, Skåne    |       | 56.059924, 13.257316 | 10110800450001 | Ladda upp en bild av detta fornminne      |
| Riseberga 46:1                    | Grav markerad av sten/block |              | Riseberga, Skåne    |       | 56.087997, 13.296164 | 10110800460001 | Ladda upp en bild av detta fornminne      |
| Riseberga 46:2                    | Grav markerad av sten/block |              | Riseberga, Skåne    |       | 56.088197, 13.296161 | 10110800460002 | Ladda upp en bild av detta fornminne      |
| Riseberga 47:1                    | Hög                         |              | Riseberga, Skåne    |       | 56.085640, 13.288854 | 10110800470001 | Ladda upp en bild av detta fornminne      |
| Riseberga 53:1                    | Stensättning                |              | Riseberga, Skåne    |       | 56.083205, 13.270710 | 10110800530001 | Ladda upp en bild av detta fornminne      |
| Riseberga 54:1                    | Stensättning                |              | Riseberga, Skåne    |       | 56.092031, 13.265499 | 10110800540001 | Ladda upp en bild av detta fornminne      |
| Riseberga 55:1                    | Stensättning                |              | Riseberga, Skåne    |       | 56.093857, 13.260286 | 10110800550001 | Ladda upp en bild av detta fornminne      |
| Riseberga 55:2                    | Stensättning                |              | Riseberga, Skåne    |       | 56.093908, 13.260768 | 10110800550002 | Ladda upp en bild av detta fornminne      |
| Riseberga 56:1                    | Stensättning                |              | Riseberga, Skåne    |       | 56.088104, 13.258252 | 10110800560001 | Ladda upp en bild av detta fornminne      |
| Riseberga 57:1                    | Stensättning                |              | Riseberga, Skåne    |       | 56.087344, 13.249631 | 10110800570001 | Ladda upp en bild av detta fornminne      |
| Riseberga 57:2                    | Stensättning                |              | Riseberga, Skåne    |       | 56.087404, 13.249421 | 10110800570002 | Ladda upp en bild av detta fornminne      |
| Riseberga 58:1                    | Stensättning                |              | Riseberga, Skåne    |       | 56.089062, 13.245381 | 10110800580001 | Ladda upp en bild av detta fornminne      |
| Riseberga 59:1                    | Stensättning                |              | Riseberga, Skåne    |       | 56.089825, 13.243031 | 10110800590001 | Ladda upp en bild av detta fornminne      |
| Herrevadskloster (Riseberga 61:1) | Kloster                     |              | Riseberga, Skåne    |       | 56.087982, 13.232478 | 10110800610001 | Ladda upp en till bild av detta fornminne |
| Riseberga 62:1                    | Stensättning                |              | Riseberga, Skåne    |       | 56.098226, 13.221348 | 10110800620001 | Ladda upp en bild av detta fornminne      |
| Riseberga 62:2                    | Stensättning                |              | Riseberga, Skåne    |       | 56.098012, 13.222062 | 10110800620002 | Ladda upp en bild av detta fornminne      |
| Riseberga 62:3                    | Stensättning                |              | Riseberga, Skåne    |       | 56.098189, 13.220895 | 10110800620003 | Ladda upp en bild av detta fornminne      |
| Riseberga 64:1                    | Hög                         |              | Riseberga, Skåne    |       | 56.099369, 13.233540 | 10110800640001 | Ladda upp en bild av detta fornminne      |
| Riseberga 65:1                    | Hög                         |              | Riseberga, Skåne    |       | 56.102174, 13.233605 | 10110800650001 | Ladda upp en bild av detta fornminne      |
| Riseberga 66:1                    | Stensättning                |              | Riseberga, Skåne    |       | 56.060718, 13.257883 | 10110800660001 | Ladda upp en bild av detta fornminne      |
| Riseberga 66:2                    | Stensättning                |              | Riseberga, Skåne    |       | 56.060817, 13.257877 | 10110800660002 | Ladda upp en bild av detta fornminne      |
| Riseberga 66:3                    | Stensättning                |              | Riseberga, Skåne    |       | 56.060613, 13.257845 | 10110800660003 | Ladda upp en bild av detta fornminne      |
| Riseberga 66:4                    | Stensättning                |              | Riseberga, Skåne    |       | 56.060468, 13.258110 | 10110800660004 | Ladda upp en bild av detta fornminne      |
| Riseberga 67:1                    | Stensättning                |              | Riseberga, Skåne    |       | 56.098080, 13.230261 | 10110800670001 | Ladda upp en bild av detta fornminne      |
| Riseberga 69:1                    | Stensättning                |              | Riseberga, Skåne    |       | 56.099972, 13.215287 | 10110800690001 | Ladda upp en bild av detta fornminne      |
| Riseberga 70:1                    | Gravfält                    |              | Riseberga, Skåne    |       | 56.103598, 13.215426 | 10110800700001 | Ladda upp en bild av detta fornminne      |
| Riseberga 71:1                    | Röse                        |              | Riseberga, Skåne    |       | 56.102829, 13.217897 | 10110800710001 | Ladda upp en bild av detta fornminne      |
| Riseberga 73:1                    | Röse                        |              | Riseberga, Skåne    |       | 56.102460, 13.218978 | 10110800730001 | Ladda upp en bild av detta fornminne      |
| Riseberga 74:1                    | Stensättning                |              | Riseberga, Skåne    |       | 56.102431, 13.220373 | 10110800740001 | Ladda upp en bild av detta fornminne      |
| Riseberga 75:1                    | Stensättning                |              | Riseberga, Skåne    |       | 56.103958, 13.212762 | 10110800750001 | Ladda upp en bild av detta fornminne      |
| Riseberga 77:1                    | Röse                        |              | Riseberga, Skåne    |       | 56.106100, 13.220060 | 10110800770001 | Ladda upp en bild av detta fornminne      |
| Riseberga 77:2                    | Stensättning                |              | Riseberga, Skåne    |       | 56.105940, 13.220723 | 10110800770002 | Ladda upp en bild av detta fornminne      |
| Riseberga 78:1                    | Stensättning                |              | Riseberga, Skåne    |       | 56.108202, 13.227393 | 10110800780001 | Ladda upp en bild av detta fornminne      |
| Riseberga 79:1                    | Stensättning                |              | Riseberga, Skåne    |       | 56.108321, 13.230586 | 10110800790001 | Ladda upp en bild av detta fornminne      |
| Venakull (Riseberga 80:1)         | Stensättning                |              | Riseberga, Skåne    |       | 56.107495, 13.221457 | 10110800800001 | Ladda upp en bild av detta fornminne      |
| Venakull (Riseberga 80:2)         | Stensättning                |              | Riseberga, Skåne    |       | 56.107583, 13.221972 | 10110800800002 | Ladda upp en bild av detta fornminne      |
| Vena grav (Riseberga 82:1)        | Stensättning                |              | Riseberga, Skåne    |       | 56.106591, 13.222541 | 10110800820001 | Ladda upp en bild av detta fornminne      |
| Riseberga 85:1                    | Gravfält                    |              | Riseberga, Skåne    |       | 56.107740, 13.203371 | 10110800850001 | Ladda upp en till bild av detta fornminne |
| Riseberga 86:1                    | Gravfält                    |              | Riseberga, Skåne    |       | 56.107953, 13.202341 | 10110800860001 | Ladda upp en bild av detta fornminne      |
| Riseberga 87:1                    | Stensättning                |              | Riseberga, Skåne    |       | 56.104613, 13.205456 | 10110800870001 | Ladda upp en bild av detta fornminne      |
| Rövarekulan (Riseberga 89:1)      | Röse                        |              | Riseberga, Skåne    |       | 56.114370, 13.310772 | 10110800890001 | Ladda upp en bild av detta fornminne      |
| Riseberga 91:1                    | Stensättning                |              | Riseberga, Skåne    |       | 56.088968, 13.326934 | 10110800910001 | Ladda upp en bild av detta fornminne      |
| Riseberga 92:1                    | Stensättning                |              | Riseberga, Skåne    |       | 56.100347, 13.342015 | 10110800920001 | Ladda upp en bild av detta fornminne      |
| Riseberga 93:1                    | Stensättning                |              | Riseberga, Skåne    |       | 56.116367, 13.277804 | 10110800930001 | Ladda upp en till bild av detta fornminne |
| Riseberga 93:2                    | Stensättning                |              | Riseberga, Skåne    |       | 56.116478, 13.277601 | 10110800930002 | Ladda upp en bild av detta fornminne      |
| Riseberga 95:1                    | Grav markerad av sten/block |              | Riseberga, Skåne    |       | 56.078767, 13.277859 | 10110800950001 | Ladda upp en bild av detta fornminne      |
| Riseberga 95:2                    | Grav markerad av sten/block |              | Riseberga, Skåne    |       | 56.078769, 13.277994 | 10110800950002 | Ladda upp en bild av detta fornminne      |
| Riseberga 95:3                    | Grav markerad av sten/block |              | Riseberga, Skåne    |       | 56.078696, 13.278024 | 10110800950003 | Ladda upp en bild av detta fornminne      |
| Riseberga 95:4                    | Grav markerad av sten/block |              | Riseberga, Skåne    |       | 56.078679, 13.277883 | 10110800950004 | Ladda upp en bild av detta fornminne      |
| Maglarör (Riseberga 97:1)         | Röse                        |              | Riseberga, Skåne    |       | 56.084594, 13.353740 | 10110800970001 | Ladda upp en bild av detta fornminne      |
| Riseberga 100:1                   | Stensättning                |              | Riseberga, Skåne    |       | 56.105648, 13.223467 | 10110801000001 | Ladda upp en bild av detta fornminne      |
| Riseberga 101:2                   | Stensättning                |              | Riseberga, Skåne    |       | 56.079120, 13.206518 | 10110801010002 | Ladda upp en bild av detta fornminne      |
| Riseberga 101:3                   | Stensättning                |              | Riseberga, Skåne    |       | 56.078942, 13.206690 | 10110801010003 | Ladda upp en bild av detta fornminne      |
| Riseberga 102:1                   | Gravfält                    |              | Riseberga, Skåne    |       | 56.078505, 13.207424 | 10110801020001 | Ladda upp en bild av detta fornminne      |
| Riseberga 102:2                   | Stensättning                |              | Riseberga, Skåne    |       | 56.078316, 13.207904 | 10110801020002 | Ladda upp en bild av detta fornminne      |
| Riseberga 103:1                   | Gravfält                    |              | Riseberga, Skåne    |       | 56.077627, 13.207627 | 10110801030001 | Ladda upp en bild av detta fornminne      |
| Riseberga 104:1                   | Hög                         |              | Riseberga, Skåne    |       | 56.078324, 13.210198 | 10110801040001 | Ladda upp en bild av detta fornminne      |
| Riseberga 104:2                   | Hög                         |              | Riseberga, Skåne    |       | 56.078097, 13.209619 | 10110801040002 | Ladda upp en bild av detta fornminne      |
| Riseberga 105:1                   | Gravfält                    |              | Riseberga, Skåne    |       | 56.072656, 13.217722 | 10110801050001 | Ladda upp en bild av detta fornminne      |
| Riseberga 106:1                   | Hög                         |              | Riseberga, Skåne    |       | 56.071454, 13.219964 | 10110801060001 | Ladda upp en bild av detta fornminne      |
| Riseberga 106:2                   | Hög                         |              | Riseberga, Skåne    |       | 56.071193, 13.219996 | 10110801060002 | Ladda upp en bild av detta fornminne      |
| Riseberga 107:1                   | Gravfält                    |              | Riseberga, Skåne    |       | 56.070396, 13.218809 | 10110801070001 | Ladda upp en bild av detta fornminne      |
| Riseberga 108:1                   | Hög                         |              | Riseberga, Skåne    |       | 56.079071, 13.185784 | 10110801080001 | Ladda upp en bild av detta fornminne      |
| Riseberga 110:1                   | Fästning/skans              |              | Riseberga, Skåne    |       | 56.045360, 13.326624 | 10110801100001 | Ladda upp en bild av detta fornminne      |
| Riseberga 123:1                   | Stensättning                |              | Riseberga, Skåne    |       | 56.027513, 13.276681 | 10110801230001 | Ladda upp en bild av detta fornminne      |
| Riseberga 126:1                   | Hög                         |              | Riseberga, Skåne    |       | 56.029741, 13.298349 | 10110801260001 | Ladda upp en bild av detta fornminne      |
| Riseberga 126:2                   | Stensättning                |              | Riseberga, Skåne    |       | 56.029987, 13.298197 | 10110801260002 | Ladda upp en bild av detta fornminne      |
| Riseberga 135:1                   | Stensättning                |              | Riseberga, Skåne    |       | 56.062550, 13.254810 | 10110801350001 | Ladda upp en bild av detta fornminne      |
| Riseberga 145:1                   | Stensättning                |              | Riseberga, Skåne    |       | 56.039937, 13.238473 | 10110801450001 | Ladda upp en bild av detta fornminne      |
| Riseberga 148:1                   | Stensättning                |              | Riseberga, Skåne    |       | 56.040778, 13.234017 | 10110801480001 | Ladda upp en bild av detta fornminne      |
| Riseberga 151:1                   | Stensättning                |              | Riseberga, Skåne    |       | 56.051390, 13.225707 | 10110801510001 | Ladda upp en bild av detta fornminne      |
| Riseberga 151:2                   | Hällristning                |              | Riseberga, Skåne    |       | 56.051507, 13.224979 | 10110801510002 | Ladda upp en bild av detta fornminne      |
| Riseberga 152:1                   | Stensättning                |              | Riseberga, Skåne    |       | 56.054971, 13.227369 | 10110801520001 | Ladda upp en bild av detta fornminne      |
| Riseberga 153:1                   | Hög                         |              | Riseberga, Skåne    |       | 56.056292, 13.226122 | 10110801530001 | Ladda upp en bild av detta fornminne      |
| Riseberga 154:1                   | Stensättning                |              | Riseberga, Skåne    |       | 56.061048, 13.207218 | 10110801540001 | Ladda upp en bild av detta fornminne      |
| Riseberga 154:2                   | Stensättning                |              | Riseberga, Skåne    |       | 56.061009, 13.207498 | 10110801540002 | Ladda upp en bild av detta fornminne      |
| Riseberga 155:1                   | Stensättning                |              | Riseberga, Skåne    |       | 56.022722, 13.241892 | 10110801550001 | Ladda upp en bild av detta fornminne      |
| Riseberga 156:1                   | Stensättning                |              | Riseberga, Skåne    |       | 56.023033, 13.243803 | 10110801560001 | Ladda upp en bild av detta fornminne      |
| Riseberga 157:1                   | Grav markerad av sten/block |              | Riseberga, Skåne    |       | 56.020136, 13.241516 | 10110801570001 | Ladda upp en bild av detta fornminne      |
| Riseberga 157:2                   | Stensättning                |              | Riseberga, Skåne    |       | 56.020155, 13.241559 | 10110801570002 | Ladda upp en bild av detta fornminne      |
| Riseberga 158:1                   | Stensättning                |              | Riseberga, Skåne    |       | 56.027052, 13.254471 | 10110801580001 | Ladda upp en bild av detta fornminne      |
| Riseberga 163:1                   | Stensättning                |              | Riseberga, Skåne    |       | 56.062703, 13.198414 | 10110801630001 | Ladda upp en bild av detta fornminne      |
| Riseberga 165:1                   | Hög                         |              | Riseberga, Skåne    |       | 56.073886, 13.182758 | 10110801650001 | Ladda upp en bild av detta fornminne      |
| Riseberga 167:1                   | Stensättning                |              | Riseberga, Skåne    |       | 56.066441, 13.174067 | 10110801670001 | Ladda upp en bild av detta fornminne      |
| Riseberga 168:1                   | Stensättning                |              | Riseberga, Skåne    |       | 56.061392, 13.174592 | 10110801680001 | Ladda upp en bild av detta fornminne      |
| Riseberga 179:1                   | Hög                         |              | Riseberga, Skåne    |       | 56.066761, 13.223423 | 10110801790001 | Ladda upp en bild av detta fornminne      |
| Riseberga 190:1                   | Stensättning                |              | Riseberga, Skåne    |       | 56.068586, 13.272326 | 10110801900001 | Ladda upp en bild av detta fornminne      |
| Riseberga 206:1                   | Stensättning                |              | Riseberga, Skåne    |       | 56.077010, 13.205078 | 10110802060001 | Ladda upp en bild av detta fornminne      |
| Riseberga 207:1                   | Stensättning                |              | Riseberga, Skåne    |       | 56.078066, 13.202544 | 10110802070001 | Ladda upp en bild av detta fornminne      |
| Riseberga 224:1                   | Stensättning                |              | Riseberga, Skåne    |       | 56.102042, 13.202089 | 10110802240001 | Ladda upp en bild av detta fornminne      |
| Riseberga 225:1                   | Stensättning                |              | Riseberga, Skåne    |       | 56.104996, 13.203577 | 10110802250001 | Ladda upp en bild av detta fornminne      |
| Riseberga 229:1                   | Stensättning                |              | Riseberga, Skåne    |       | 56.117439, 13.228939 | 10110802290001 | Ladda upp en bild av detta fornminne      |
| Riseberga 236:1                   | Stensättning                |              | Riseberga, Skåne    |       | 56.100768, 13.224810 | 10110802360001 | Ladda upp en bild av detta fornminne      |
| Riseberga 237:1                   | Stensättning                |              | Riseberga, Skåne    |       | 56.101673, 13.236019 | 10110802370001 | Ladda upp en bild av detta fornminne      |
| Riseberga 237:2                   | Stensättning                |              | Riseberga, Skåne    |       | 56.101590, 13.236140 | 10110802370002 | Ladda upp en bild av detta fornminne      |
| Riseberga 238:1                   | Röse                        |              | Riseberga, Skåne    |       | 56.108401, 13.234813 | 10110802380001 | Ladda upp en bild av detta fornminne      |
| Riseberga 240:1                   | Stensättning                |              | Riseberga, Skåne    |       | 56.112382, 13.239085 | 10110802400001 | Ladda upp en bild av detta fornminne      |
| Riseberga 240:2                   | Stensättning                |              | Riseberga, Skåne    |       | 56.112308, 13.239196 | 10110802400002 | Ladda upp en bild av detta fornminne      |
| Riseberga 241:1                   | Röse                        |              | Riseberga, Skåne    |       | 56.111228, 13.242161 | 10110802410001 | Ladda upp en bild av detta fornminne      |
| Riseberga 242:1                   | Gravfält                    |              | Riseberga, Skåne    |       | 56.111187, 13.243186 | 10110802420001 | Ladda upp en bild av detta fornminne      |
| Riseberga 270:1                   | Stensättning                |              | Riseberga, Skåne    |       | 56.033660, 13.335658 | 10110802700001 | Ladda upp en bild av detta fornminne      |
| Riseberga 270:2                   | Stensättning                |              | Riseberga, Skåne    |       | 56.033585, 13.335702 | 10110802700002 | Ladda upp en bild av detta fornminne      |
| Riseberga 271:1                   | Hög                         |              | Riseberga, Skåne    |       | 56.032646, 13.337316 | 10110802710001 | Ladda upp en bild av detta fornminne      |
| Riseberga 278:1                   | Stensättning                |              | Riseberga, Skåne    |       | 56.058962, 13.317075 | 10110802780001 | Ladda upp en bild av detta fornminne      |
| Riseberga 280:1                   | Stensättning                |              | Riseberga, Skåne    |       | 56.076733, 13.368520 | 10110802800001 | Ladda upp en bild av detta fornminne      |
| Riseberga 378:1                   | Hög                         |              | Riseberga, Skåne    |       | 56.093580, 13.257749 | 10110803780001 | Ladda upp en bild av detta fornminne      |
| Riseberga 379:1                   | Stensättning                |              | Riseberga, Skåne    |       | 56.093268, 13.256010 | 10110803790001 | Ladda upp en bild av detta fornminne      |
| Riseberga 384:1                   | Stensättning                |              | Riseberga, Skåne    |       | 56.092217, 13.243060 | 10110803840001 | Ladda upp en bild av detta fornminne      |

## Vedby
| Namn                     | Lämningstyp  | Tillkomsttid | Historisk indelning | Plats | Läge                 | ID-nr          | Bild                                 |
| ------------------------ | ------------ | ------------ | ------------------- | ----- | -------------------- | -------------- | ------------------------------------ |
| Vedby 4:1                | Gravfält     |              | Vedby, Skåne        |       | 56.160412, 13.204297 | 10113800040001 | Ladda upp en bild av detta fornminne |
| Vedby 7:1                | Stensättning |              | Vedby, Skåne        |       | 56.145079, 13.188659 | 10113800070001 | Ladda upp en bild av detta fornminne |
| Vedby 7:2                | Röse         |              | Vedby, Skåne        |       | 56.145082, 13.188465 | 10113800070002 | Ladda upp en bild av detta fornminne |
| Vedby 7:3                | Stensättning |              | Vedby, Skåne        |       | 56.145054, 13.188255 | 10113800070003 | Ladda upp en bild av detta fornminne |
| Vedby 7:4                | Stensättning |              | Vedby, Skåne        |       | 56.145130, 13.188153 | 10113800070004 | Ladda upp en bild av detta fornminne |
| Vedby 9:1                | Stensättning |              | Vedby, Skåne        |       | 56.133056, 13.206427 | 10113800090001 | Ladda upp en bild av detta fornminne |
| Vedby 11:1               | Stensättning |              | Vedby, Skåne        |       | 56.136823, 13.241455 | 10113800110001 | Ladda upp en bild av detta fornminne |
| Rövarebjär (Vedby 12:1)  | Röse         |              | Vedby, Skåne        |       | 56.140207, 13.269315 | 10113800120001 | Ladda upp en bild av detta fornminne |
| Vedby 13:1               | Hög          |              | Vedby, Skåne        |       | 56.137906, 13.279599 | 10113800130001 | Ladda upp en bild av detta fornminne |
| Vedby 13:2               | Röse         |              | Vedby, Skåne        |       | 56.137677, 13.279575 | 10113800130002 | Ladda upp en bild av detta fornminne |
| Vedby 16:1               | Stensättning |              | Vedby, Skåne        |       | 56.142697, 13.256688 | 10113800160001 | Ladda upp en bild av detta fornminne |
| Galtabjär. (Vedby 17:1)  | Röse         |              | Vedby, Skåne        |       | 56.143510, 13.291892 | 10113800170001 | Ladda upp en bild av detta fornminne |
| Vedby 18:1               | Stensättning |              | Vedby, Skåne        |       | 56.157391, 13.242678 | 10113800180001 | Ladda upp en bild av detta fornminne |
| Vångahögen (Vedby 117:1) | Hög          |              | Vedby, Skåne        |       | 56.186824, 13.185968 | 10113801170001 | Ladda upp en bild av detta fornminne |

## Västra Sönnarslöv
| Namn                   | Lämningstyp             | Tillkomsttid | Historisk indelning      | Plats | Läge                 | ID-nr          | Bild                                 |
| ---------------------- | ----------------------- | ------------ | ------------------------ | ----- | -------------------- | -------------- | ------------------------------------ |
| Västra Sönnarslöv 1:1  | Gravfält                |              | Västra Sönnarslöv, Skåne |       | 56.108034, 13.091932 | 10114900010001 | Ladda upp en bild av detta fornminne |
| Västra Sönnarslöv 19:1 | Stensättning            |              | Västra Sönnarslöv, Skåne |       | 56.101832, 13.102119 | 10114900190001 | Ladda upp en bild av detta fornminne |
| Västra Sönnarslöv 19:2 | Stensättning            |              | Västra Sönnarslöv, Skåne |       | 56.101736, 13.102684 | 10114900190002 | Ladda upp en bild av detta fornminne |
| Västra Sönnarslöv 19:3 | Stensättning            |              | Västra Sönnarslöv, Skåne |       | 56.101698, 13.103006 | 10114900190003 | Ladda upp en bild av detta fornminne |
| Västra Sönnarslöv 19:4 | Stensättning            |              | Västra Sönnarslöv, Skåne |       | 56.101379, 13.103093 | 10114900190004 | Ladda upp en bild av detta fornminne |
| Västra Sönnarslöv 19:5 | Stensättning            |              | Västra Sönnarslöv, Skåne |       | 56.101263, 13.103141 | 10114900190005 | Ladda upp en bild av detta fornminne |
| Västra Sönnarslöv 25:1 | Hög                     |              | Västra Sönnarslöv, Skåne |       | 56.117158, 13.138713 | 10114900250001 | Ladda upp en bild av detta fornminne |
| Västra Sönnarslöv 39:1 | Stensättning            |              | Västra Sönnarslöv, Skåne |       | 56.109997, 13.170532 | 10114900390001 | Ladda upp en bild av detta fornminne |
| Västra Sönnarslöv 39:2 | Stensättning            |              | Västra Sönnarslöv, Skåne |       | 56.110207, 13.170335 | 10114900390002 | Ladda upp en bild av detta fornminne |
| Västra Sönnarslöv 57:1 | Grav- och boplatsområde |              | Västra Sönnarslöv, Skåne |       | 56.103061, 13.099572 | 10114900570001 | Ladda upp en bild av detta fornminne |

## Östra Ljungby
| Namn                             | Lämningstyp  | Tillkomsttid | Historisk indelning  | Plats | Läge                 | ID-nr          | Bild                                 |
| -------------------------------- | ------------ | ------------ | -------------------- | ----- | -------------------- | -------------- | ------------------------------------ |
| Östra Ljungby 7:1                | Hällristning |              | Östra Ljungby, Skåne |       | 56.204751, 13.077522 | 10116600070001 | Ladda upp en bild av detta fornminne |
| Pengabacken (Östra Ljungby 10:1) | Hög          |              | Östra Ljungby, Skåne |       | 56.195806, 13.087987 | 10116600100001 | Ladda upp en bild av detta fornminne |
| Östra Ljungby 11:1               | Hög          |              | Östra Ljungby, Skåne |       | 56.195460, 13.084840 | 10116600110001 | Ladda upp en bild av detta fornminne |
| Östra Ljungby 13:1               | Hög          |              | Östra Ljungby, Skåne |       | 56.194134, 13.080643 | 10116600130001 | Ladda upp en bild av detta fornminne |
| Östra Ljungby 26:1               | Gravfält     |              | Östra Ljungby, Skåne |       | 56.203897, 13.100110 | 10116600260001 | Ladda upp en bild av detta fornminne |
| Grönhög (Östra Ljungby 32:1)     | Hög          |              | Östra Ljungby, Skåne |       | 56.174680, 13.051779 | 10116600320001 | Ladda upp en bild av detta fornminne |
| Östra Ljungby 42:1               | Stensättning |              | Östra Ljungby, Skåne |       | 56.184412, 13.109266 | 10116600420001 | Ladda upp en bild av detta fornminne |
| Östra Ljungby 42:2               | Stensättning |              | Östra Ljungby, Skåne |       | 56.184264, 13.109310 | 10116600420002 | Ladda upp en bild av detta fornminne |
| Östra Ljungby 42:3               | Stensättning |              | Östra Ljungby, Skåne |       | 56.184134, 13.109346 | 10116600420003 | Ladda upp en bild av detta fornminne |
| Östra Ljungby 42:4               | Hällristning |              | Östra Ljungby, Skåne |       | 56.183905, 13.109405 | 10116600420004 | Ladda upp en bild av detta fornminne |
| Östra Ljungby 46:1               | Stensättning |              | Östra Ljungby, Skåne |       | 56.197500, 13.132110 | 10116600460001 | Ladda upp en bild av detta fornminne |
| Östra Ljungby 53:1               | Stensättning |              | Östra Ljungby, Skåne |       | 56.207993, 13.084922 | 10116600530001 | Ladda upp en bild av detta fornminne |
| Östra Ljungby 86:1               | Minnesmärke  |              | Östra Ljungby, Skåne |       | 56.202381, 13.100525 | 10116600860001 | Ladda upp en bild av detta fornminne |
| Östra Ljungby 97:1               | Hällristning |              | Östra Ljungby, Skåne |       | 56.197324, 13.129982 | 10116600970001 | Ladda upp en bild av detta fornminne |
| Östra Ljungby 103:1              | Hög          |              | Östra Ljungby, Skåne |       | 56.185624, 13.052662 | 10116601030001 | Ladda upp en bild av detta fornminne |